# Zimag
Zimag (stylisé ZiMAG) était le nom utilisé par Magnetic Tape International pour commercialiser des jeux vidéo, des cassettes audio vierges, des cassettes VHS et des disquettes. Magnetic Tape International était une filiale à part entière de Intermagnetic Corporation. L'entreprise créé et publie des jeux pour les ordinateurs Atari 2600 et Atari 8 bits en 1982 et 1983. Les 2600 titres sont des jeux de Bit Corporation passés de PAL à NTSC et portant des noms différents. Les jeux pour l'ordinateur Atari 8 bits ont été développés par Syncro Inc.
Les quatre versions de Zimag pour Atari 2600 ont été fortement promues mais elles ont été publiées lors du crash du jeu vidéo en Amérique du Nord en 1983.

## Jeux
Atari 2600
- Cosmic Corridor (1983)
- Dishaster (1983)
- I Want My Mommy (1983)
- Tanks But No Tanks (1983)

 Famille Atari 8-bit 
- Cat Nap (1983)
- Collision Course (1982)
- Moon Beam Arcade (1983)
- Nineball (1982)
- River Rat (1982)
- Space Mines

Inédits
- Bail Out
- Caverns of Oz
- Kerplop (Atari 8-bit)
- Pizza Chef (2600)
- Quest for Inca Gold (Atari 8-bit)

Le catalogue Zimag répertorie également les jeux suivants sous l'intitulé "Spring '83" ("Printemps 1983"):Outpost, Meltdown, Moving Day, Car Jockey, Tally Ho, Immies and Aggies, Conrad, Dinograms, Cake Bake, and Evac.
 
Aucun de ces titres n'a été publié.